# Fleury Albert
Fleury Albert est un membre de la deuxième mission militaire française au Japon où il est engagé comme professeur de langue. Son séjour ne dure cependant que six mois à partir du 1er mai 1872. Il retourne ensuite en France.